# Мигдал, Аркадий Бейнусович
Арка́дий Бенеди́ктович (Бе́йнусович) Мигда́л (26 февраля [11 марта] 1911, Лида, Виленская губерния, Российская империя — 9 февраля 1991, Принстон, США) — советский физик-теоретик, академик АН СССР с 1966 (член-корреспондент с 1953).

## Биография
Родился в 1911 в городе Лида (ныне Гродненская область, Республика Беларусь).
Окончил Ленинградский университет (1936). Затем учился в аспирантуре ЛФТИ. Научным руководителем работы был М. П. Бронштейн. В 1943—1991 работал в академических НИИ. Одновременно с 1944 профессор МИФИ.
В 1940 году защитил кандидатскую диссертацию «Взаимодействие нейтронов с электронными оболочками».
Развил теорию дипольного и квадрупольного излучений ядер, теорию ионизации атомов при ядерных реакциях. Разработал теорию широких ливней. Рассмотрел влияние многократного рассеяния на тормозное излучение и развил метод решения квантовой задачи многих тел. Развивал количественную теорию ядра на основе квантовой теории поля, применил теорию сверхпроводимости к вопросам строения ядер, вычислил момент инерции для различных ядер. Исследовал поляризацию вакуума в сильных магнитных полях.
Активно занимался научно-педагогической и воспитательной деятельностью. Среди его учеников — академики, члены-корреспонденты, доктора и кандидаты наук.
Награждён орденом Ленина, орденом Октябрьской Революции, трижды орденом Трудового Красного Знамени и медалями.
Участвовал в атомном проекте с 1945 года в качестве привлечённого специалиста.
Ему в составе группы учёных (А. И. Алиханов (председатель), Л. Д. Ландау, Ю. Б. Харитон, С. А. Рейнберг, М. А. Садовский, С. С. Васильев и А. П. Закощиков) на заседании 30 ноября 1945 года было поручено проанализировать все имеющиеся материалы о последствиях применения атомных бомб в Хиросима и Нагасаки и определить эффективность фактора взрывной волны, фактора теплового и фактора радиоактивного излучения.
Его именем назван эффект Ландау — Померанчука — Мигдала.
В качестве хобби увлекался скульптурой, резьбой по дереву и камню. Занимался спортом, в частности альпинизмом, горными и водными лыжами, подводным плаванием.
Был популяризатором науки.
В 1955 году подписал «Письмо трёхсот».
Умер 9 февраля 1991 г. в Принстоне (США) во время командировки. Похоронен на Новодевичьем кладбище.

## Личная жизнь
Сын Александр Мигдал — физик-теоретик, специалист по теории струн. Дочь Марина Мигдал — филолог.
Много лет занимался подводным плаванием с аквалангом, имел удостоверение аквалангиста под номером 0001. 26 декабря 1959 года был избран председателем Федерации подводного спорта СССР.

## Основные работы
Книги
- Теория конечных ферми-систем и свойства атомных ядер. — М., 1965;
- Приближённые методы квантовой механики. — М., 1966 (совм. с В. П. Крайновым);
- Метод квазичастиц в теории ядра. — М., 1967;
- Качественные методы в квантовой теории. — М.: Наука, Главная редакция физико-математической литературы, 1975. — 336 с.
- Фермионы и бозоны в сильных полях. — М., 1978;
- Поиски истины. — М.: Молодая гвардия, 1983. — 239 с.. — (Эврика);
- Как рождаются физические теории. — М., 1984;
- Квантовая физика для больших и маленьких. — М.: Наука, 1989. — 144 с. — ISBN 5-02-013880-0;
- От догадки до истины. — М., 2008.

Статьи
- Отличима ли истина от лжи? // Наука и жизнь. — 1982. — № 1.
- А. Б. Мигдал. Нильс Бор и квантовая физика // УФН. — 1985. — Т. 147, № 10..
- Мигдал А. Б., Воскресенский Д. Н. Пионные степени свободы в ядерном веществе.